# Libertad Digital
 (mars 2023).
Si vous disposez d'ouvrages ou d'articles de référence ou si vous connaissez des sites web de qualité traitant du thème abordé ici, merci de compléter l'article en donnant les références utiles à sa vérifiabilité et en les liant à la section « Notes et références ».
Libertad Digital est un journal numérique édité intégralement en espagnol depuis le 8 mars 2000. Défendant des positions libérales, il jouit d’une influence relative parmi la droite hispanophone. Il est basé à Madrid.

## Origines
L’idée de Libertad Digital naquit dans les derniers jours de novembre 1999, via l’initiative d’un groupe soutenant depuis quelques années une revue théorique appelée La Ilustración Liberal (support papier). Ce groupe, informel et basé sur des relations préalables d’amitié, était animé par le journaliste et commentateur radiophonique Federico Jiménez Losantos, le journaliste Javier Rubio et José María Marco, directeur de la revue. L’économiste et juriste Alberto Recarte, qui allait assumer la présidence de Libertad Digital pour son expérience en gestion des aspects entreprenariaux que nécessitait le projet, était également originaire de ce groupe. 
Javier Rubio, qui avait quitté la revue GEO en août 1999, assuma la direction exécutive pour mettre en marche Libertad Digital en mars 2000, avec un personnel comprenant seize rédacteurs. En outre, un groupe nourri de journalistes et professionnels de la communication hispanophone contribua en souscrivant des actions. 
La première édition vit le jour le 8 mars 2000. Guillermo Dupuy et, peu après, Jesús Gómez et Fernando Díaz Villanueva furent éditorialistes. Via Alberto Recarte, quelques libéraux post-hayekiens se joignirent au groupe. En outre, il existait des contacts avec le groupe de libéraux hispano-américains gravitant autour de la fondation Mario Vargas Llosa et participant à La Ilustración Liberal, ainsi qu’avec des membres hispanophones du Cato Institute. Puis, d’autres libéraux, moins proches d’une école particulière – citons Francisco Cabrillo, José Raga et Carlos Rodríguez Braun  – commencèrent à collaborer au projet. Pedro Schwartz publia également quelques articles. 
Quelques autres noms importants ayant collaboré initialement au projet : Carlos Semprún Maura, Antonio López Campillo, Gabriel Albiac, Amando de Miguel et César Vidal. 
Quand le projet fut consolidé, une nouvelle génération de jeunes libéraux s’y incorpora. Elle fut surnommée « l’éclosion libérale » par Juan Carlos Girauta, un des collaborateurs actifs de Libertad Digital. 
L’actionnariat initial était composé de deux groupes se répartissant le capital à parts égales : le Grupo Intereconomía de Julio Ariza, d’orientation catholique, et le groupe d’orientation libérale formé, entre autres, par Federico Jiménez Losantos, Alberto Recarte et Javier Rubio. Par la suite, Libertad Digital réalisa une augmentation de capital s’élevant à 486.000 EUR – montant représentant 50 p.c. du capital social – et une offre publique de souscription d’action d’une valeur de 5,34 millions EUR. En septembre 2005, Julio Ariza vendit ses actions (21,3 p.c. du capital de Libertad Digital) à Arturo Baldasano pour 3,8 millions EUR. En octobre 2005, Baldasano se défit de la moitié de ses actions car son entrée surprenante dans le capital n’était pas vue d’un bon œil par un groupe d’actionnaires emmenés par Federico Jiménez Losantos. Une partie importante de ses actions furent donc rachetées par Federico Jiménez Losantos et Alberto Recarte. Ainsi, Losantos, Recarte et Baldasano restèrent actionnaires de référence de la société, avec une participation approximative de 11 p.c. pour chacun.

## Le journal
Indépendamment de l’information quotidienne, Libertad Digital est défini comme un journal d’opinion. Il compte presque cent collaborateurs fixes, lesquels publient en moyenne douze colonnes par jour. Depuis janvier 2005, le quotidien dispose également d’un supplément spécial (lundi au vendredi), traitant de sujets comme la politique extérieure, la culture, la religion et les idées. 
Le journal est structuré en sections : national, international, société, économie, sports et Internet. L’actualisation des informations est constante de 7 heures à minuit. Libertad Digital est principalement nourrie par les nouvelles d’agences de presse même si, dans certaines sections, l’on mène à bien des tâches de recherche. 

## Ligne éditoriale
Ses nombreux collaborateurs occupent presque tout le spectre de la droite. En effet, on y trouve à la fois des libéraux et des libertariens, mais aussi des ultra-conservateurs et des chrétiens intégristes. Il existe aussi une section de « gauche libérale », signée par Antonio Robles.  
En politique espagnole, c’est également un journal libéral-conservateur défendant le concept de nation espagnole et les valeurs traditionnelles (en ce compris l’idée de nation venant des Cortes de Cádiz). En cela, il coïncide, grosso modo, avec le cadre sociologique du Parti populaire. Toutefois, Libertad Digital a su maintenir des positions critiques face au PP en diverses occasions, tant lorsqu’il se trouvait au pouvoir que lorsqu’il siégeait dans l’opposition. Le journal se montre critique également envers le PSOE et les nationalismes périphériques. Il s’oppose aussi frontalement au processus de dialogue entre le gouvernement socialiste et l’ETA. 
Enfin, Libertad Digital est également l’un des médias défendant les théories du complot sur les attentats de Madrid du 11 mars 2004.

## Relations
Des collaborations ont lieu avec des libéraux et conservateurs américains (comme la Heritage Foundation et le Cato Institute). Régulièrement, Libertad Digital fait écho de nouvelles, éditoriaux et entrevues effectués ou publiés dans des médias libéraux ou conservateurs, comme le Wall Street Journal ou Fox News.
Libertad Digital figure dans les documents de la comptabilité parallèle de Bárcenas, l'ex-trésorier du Parti Populaire (PP). Bárcenas a affirmé devant le juge Ruz : "Acebes recibió una llamada de Alberto Recarte (consejero del portal digital) y nos pidió que le echáramos una mano en la ampliación de capital” ... “Lapuerta hizo que determinadas personas del partido suscribiesen acciones compradas con dinero del partido”. (FR : Acebes [ancien ministre de l'Intérieur du PP] a reçu un appel d'Alberto Recarte (conseiller du site numérique) et a demandé un coup de main pour l'augmentation de capitaux. ... Lapuerta a fait en sorte que des personnes du parti achètent des actions avec l'argent du parti.)

## Collaborateurs
- Luis del Pino[3]